# Casa Salazar Guevara
La Casa Salazar Guevara es una casona colonial ubicada en la calle Choquechaka del barrio de San Blas en el centro histórico del Cusco, Perú.
Desde 1972 el inmueble forma parte de la Zona Monumental del Cusco declarada como Monumento Histórico del Perú. Asimismo, en 1983 al ser parte del casco histórico de la ciudad del Cusco, forma parte de la zona central declarada por la UNESCO como Patrimonio Cultural de la Humanidad.
Inmueble de dos niveles y patios en cuatro desniveles o andenes. Presenta zaguán de ingreso al costado derecho, escalera atípica de piedra y madera. Exteriormente presenta portada y puerta secundaria (vehicular); balcón de cajón y cerrado de profusa talla sustentado sobre ménsulas y cubierto por
tejaroz con portañuelas y antepecho compuesto por tres hiladas de casetones decorados y calados con exquisitos diseños; también encontramos dos
balconcillos con balaustrada de madera y portañuelas. El Patio principal está configurado por tres crujías, la del lado sureste con arcos líticos en el primer nivel. El segundo nivel presenta corredores en los lados noroeste, suroeste y sureste con pies derechos, balaustrada y antepecho de madera. Es loable la integración de este monumento a la topografía de marcada pendiente en la que se emplaza.